# 凱瑟萊訥河
47°34′53″N 11°14′27″E / 47.58143°N 11.24079°E

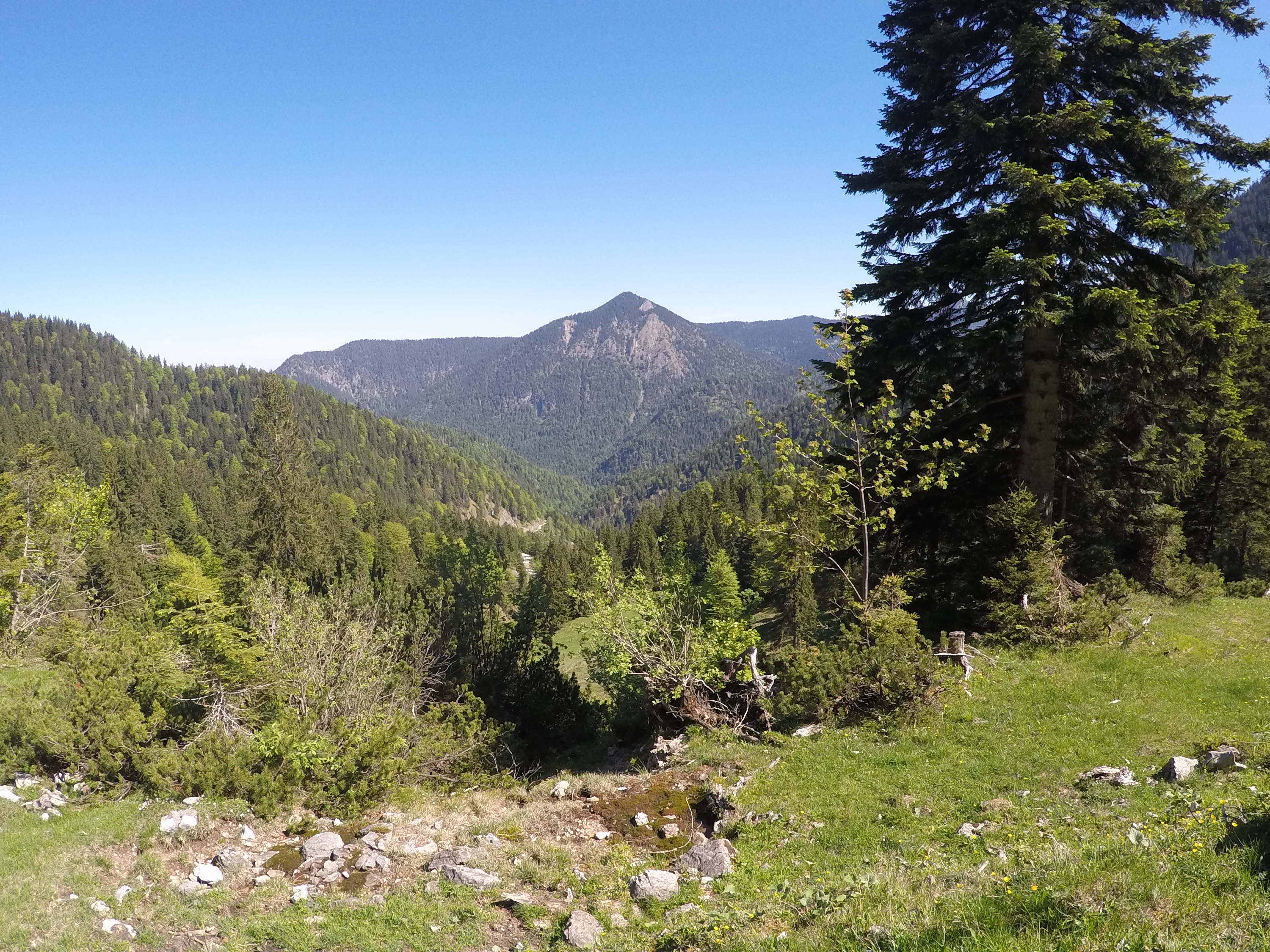

凱瑟萊訥河（德語：Kessellaine），是德國的河流，位於該國東南部，由巴伐利亞負責管轄，屬於埃申賴訥河的支流，河道全長3公里，流經加米施-帕滕基興縣。